# Sutura squamotympanicus
A sutura squamotympanicus egy apró koponyavarrat (sutura cranilis) mely a squama temporalis és a pars tympanica ossis temporalis között található (pontos kép nem áll rendelkezésre).